# Wild Cards (série télévisée)
Pour les articles homonymes, voir Wild Card.
Wild Cards, ou L'Arnaqueuse au Québec, est une série télévisée canado-américaine créée par Michael Konyves et diffusée depuis le 10 janvier 2024 sur le réseau CBC et depuis le 17 janvier 2024 sur le réseau The CW.
En France, Belgique et Suisse, elle est diffusée depuis le 18 septembre 2024 sur Warner TV, et au Québec depuis le 13 février 2025 sur Addik.

## Synopsis
Ellis (Giacomo Gianniotti), détective rétrogradé, a malheureusement passé son année au sein de l’unité marine de Vancouver et est désormais un « flic de l’eau », tandis que Max Mitchell (Vanessa Morgan) vit de manière fugace tout en arnaquant minutieusement tous ceux qui croisent son chemin. Lorsque Max est arrêtée et se retrouve à aider Ellis sur une enquête, ils ont alors tous les deux l’opportunité de se racheter. Ellis pourrait redevenir détective et Max serait libre. Mais à une condition : ils doivent travailler ensemble et utiliser leurs compétences respectives pour résoudre les enquêtes. Pour Ellis, cela signifie un travail policier acharné, et pour Max, des accents, des combines et en général sympathiser avec tout le monde (ce qui a le don de rendre Ellis fou). Avec la belle ville de Vancouver pour toile de fond, ainsi que ses quartiers et cultures uniques, charmants et contradictoires, nos deux personnages vont devoir apprendre à se faire confiance et peut-être devenir de vrais partenaires.

## Distribution

### Acteurs principaux
- Vanessa Morgan (VFB : Sophie Pyronnet) : Max Mitchell
- Giacomo Gianniotti (VFB : David Manet) : Cole Ellis

### Acteurs récurrents et invités
- Terry Chen (VFB : Xavier Percy) : Chef Li
- Michael Xavier (VFB : Grégory Praet) : Détective Simmons
- Amy Goodmurphy (VFB : Delphine Moriau) : Détective Yates
- Jason Priestley (VFB : Alain Eloy) : George Graham
- Fletcher Donovan (VFB : Thibaut Delmotte) : Ricky Wilson
- Giacomo Baessato (VFB : Ronald Beurms) : Officier Jim

## Production

### Développement
Début juin 2023, CBC a annoncé Wild Cards du showrunner Michael Konyv parmi ses nouvelles séries dramatiques pour la saison 2023-24. Shawn Piller en serait le producteur exécutif, avec Noelle Carbone comme scénariste en chef/productrice exécutive et James Genn comme réalisateur pilote/producteur exécutif. Plus tard dans le même mois, il a été confirmé que la production et le tournage avaient commencé,. La série est produite par Blink49 Studios, Front Street Pictures et Piller/Segan en association avec CBC au Canada. En octobre 2023, il a été annoncé que The CW aux États-Unis produirait également la série,.
La première saison de dix épisodes a été diffusée pour la première fois le 10 janvier 2024 sur CBC au Canada et sur la plateforme de streaming numérique associée CBC Gem, ainsi que sur demande et sur les sites Web respectifs des deux plateformes au Canada et le 17 janvier 2024 sur The CW, et le lendemain sur son application, sur demande et sur son site Web aux États-Unis.
Le 23 mai 2024, CBC et The CW renouvellent la série pour une deuxième saison de treize épisodes.
CBC renouvelle la série pour deux saisons de dix épisodes le 1er mai 2025, sans la CW.

### Casting
Début octobre 2023, les premières annonces de casting ont été faites pour les deux rôles principaux avec Giacomo Gianniotti pour jouer le policier et Vanessa Morgan pour jouer l'escroc. En décembre 2023, il a été annoncé que Jason Priestley avait rejoint le casting.

### Tournage
Le tournage a eu lieu à Vancouver, en Colombie-Britannique, entre le 24 juillet 2023 et le 27 octobre 2023, suivi d'une seule journée de tournage à Toronto, en Ontario.

### Fiche technique
Sauf indication contraire, les informations mentionnées dans cette section peuvent être confirmées par la base de données cinématographiques IMDb,  présente dans la section « Liens externes ».
- Titre original : Wild Cards
- Création : Michael Konyves
- Réalisation : James Genn, Winnifred Jong, Shawn Piller, Lee Rose, Alexandra La Roche, Amanda Tapping
- Scénario : Michael Konyves, Kristin Slaney, Jade Tremblay, Marcus Robinson, James Thorpe, Alexandra Zarowny, Seneca Aaron, Morwyn Brebner, Noelle Carbone, Marsha Greene, Robina Lord-Stafford, Sabrina Sherif
- Musique :
  - Compositeur(s) : Natasha Duprey, Michael Perlmutter, Rob Bertola, Arthur Hays
- Production :
  - Producteur(s) : Charles Cooper, Virginia Rankin
  - Producteur(s) exécutive(s) : Michael Konyves, James Genn, Shawn Piller, Lloyd Segan, Alexandra Zarowny, James Thorpe, Noelle Carbone
  - Société(s) de production : Blink49 Studios, Front Street Pictures, Piller-Segan Productions
- Pays d'origine :  États-Unis,  Canada
- Langue d'origine : Anglais
- Format :
  - Format image : 720p (HDTV)
  - Format audio : 5.1 surround sound
- Genre : série policière
- Durée : 45 minutes
- Date de première diffusion :
  - 10 janvier 2024 sur CBC
  - 18 septembre 2024 sur Warner TV
- Classification : déconseillé aux moins de 12 ans

Version française
- Société de doublage : Iyuno
- Direction artistique : Manuela Servais
- Adaptation des dialogues : Alixe Melis
- Ingénieur du son : Gaspard Caupeil

## Épisodes
| Saisons | Saisons | Nombre d'épisodes | Diffusion originale | Diffusion originale | Diffusion française | Diffusion française |
| Saisons | Saisons | Nombre d'épisodes | Début de saison     | Fin de saison       | Début de saison     | Fin de saison       |
| ------- | ------- | ----------------- | ------------------- | ------------------- | ------------------- | ------------------- |
|         | 1       | 10                | 10 janvier 2024     | 13 mars 2024        | 18 septembre 2024   | 16 octobre 2024     |
|         | 2       | 13                | 8 janvier 2025      | 2 avril 2025        | NC                  | NC                  |

### Première saison (2024)
1. Le Voleur de l'infini (The Infinity Thief)
2. Montre-moi le meurtre (Show Me the Murder)
3. Louve y es-tu ? (Howl to Get Away with Murder)
4. L'Inconnu de la vague (Strangers on a Wave)
5. Le Comptable de Monte Cristo (The Accountant of Monte Cristo)
6. Nuit sanglante (Dead of Night)
7. Autant en emporte l'arnaque (Con with the Wind)
8. Le Phare et la tempête (Eternal Sunshine of the Therapized Mind)
9. L'Arnaqueuse infiltrée (Inside (Con)Man)
10. À la poursuite de l'œuf (Romancing the Egg)

### Deuxième saison (2025)
Cette saison de treize épisodes est diffusée depuis le 8 janvier 2025 sur CBC et le 5 février 2025 sur The CW.
1. Con in 60 Seconds
2. Once a Con a Time in the West
3. The Lorne Identity
4. Dial 'A' for Alibi
5. Catch Me if You Con
6. Séance and Sensibility
7. The Big Bang Theory
8. Death By Design
9. Barking Bad
10. Our Lip (Fillers) Are Sealed
11. Bride and Doom
12. Clouds in My Eyes
13. Sunrise Sunset

### Troisième saison (2026)
Cette saison de dix épisodes est prévue pour l'hiver 2026 sur le réseau CBC. Une quatrième saison a aussi été commandée.

## Accueil critique
Sur le site Web d'agrégation de critiques Rotten Tomatoes, la première saison a un taux d'approbation de 100 % basé sur 5 critiques.